# Перевальська міська рада
Перева́льська міська́ ра́да — адміністративно-територіальна одиниця та орган місцевого самоврядування в Перевальському районі Луганської області. Адміністративний центр — місто Перевальськ.

## Загальні відомості
Перевальська міська рада утворена в 1938 році.
- Територія ради: 30,48 км²
- Населення ради: 25 585 осіб (станом на 2015 рік)[1]

## Населені пункти
Міській раді підпорядковані населені пункти:
- м. Перевальськ

## Склад ради
Рада складається з 40 депутатів та голови.
- Голова ради: Єсауленко Володимир Іванович
- Секретар ради: Чиркевич Таїсія Віталіївна

### Керівний склад попередніх скликань
| Прізвище, ім'я, по батькові  | Основні відомості                                                                     | Дата обрання | Дата звільнення |
| ---------------------------- | ------------------------------------------------------------------------------------- | ------------ | --------------- |
| Єсауленко Володимир Іванович | Міський голова, 1961 року народження, освіта вища, член Соціалістичної партії України | 26.03.2006   | 31.10.2010      |
| Єсауленко Володимир Іванович | Міський голова, 1961 року народження, освіта вища, член Партії регіонів               | 31.10.2010   |                 |

Примітка: таблиця складена за даними сайту Верховної Ради України

### Депутати
За результатами місцевих виборів 2010 року депутатами ради стали:

#### За суб'єктами висування
| Суб'єкт висування                 | Кількість обраних депутатів | %  |
| --------------------------------- | --------------------------- | -- |
| Партія регіонів                   | 32                          | 80 |
| Комуністична партія України       | 6                           | 15 |
| Політична партія «Сильна Україна» | 2                           | 5  |

#### За округами
| № округу                          | Прізвище, ім'я, по батькові            | Дата визнання обраним | Освіта  | Партійна приналежність                  | Відомості про обраного депутата                                                                         |
| --------------------------------- | -------------------------------------- | --------------------- | ------- | --------------------------------------- | --- |
| Комуністична партія України       |                                        |                       |         |                                         | |
| б/м                               | Скрипченко Антон Олександрович         | 04.11.2010            | вища    | член Комуністичної партії України       | ВАТ «Алчевськкокс», технолог                                                                            |
| б/м                               | Крилова Ольга Степанівна               | 04.11.2010            | середня | член Комуністичної партії України       | пенсіонер                                                                                               |
| б/м                               | Дворак Костянтин Микитович             | 04.11.2010            | вища    | член Комуністичної партії України       | пенсіонер                                                                                               |
| б/м                               | Хорольська Алла Сергіївна              | 04.11.2010            | вища    | позапартійна                            | Пенсійний фонд, головний спеціаліст                                                                     |
| б/м                               | Бурлаченко Людмила Петрівна            | 04.11.2010            | середня | член Комуністичної партії України       | Шахта «Перевальська», эколог                                                                            |
| 2                                 | Гришкова Віра Степанівна               | 04.11.2010            | середня | позапартійна                            | тимчасово не працює                                                                                     |
| Партія регіонів                   |                                        |                       |         |                                         | |
| б/м                               | Дикий Євген Миколайович                | 04.11.2010            | вища    | член Партії регіонів                    | Перевальський технікум ДонДТУ, директор                                                                 |
| б/м                               | Поляков Володимир Миколайович          | 04.11.2010            | вища    | член Партії регіонів                    | Районний Будинок культури «Гірник», художній керівник                                                   |
| б/м                               | Чиркевич Таїсія Віталіївна             | 04.11.2010            | вища    | член Партії регіонів                    | Перевальська обласна спеціальна загальноосвітня школа-інтернат, заступник директора                     |
| б/м                               | Олексенко Світлана Дмитрівна           | 04.11.2010            | вища    | член Партії регіонів                    | Перевальська районна рада, головний спеціаліст                                                          |
| б/м                               | Романов-Малиновський Юрій Анатолійович | 04.11.2010            | вища    | член Партії регіонів                    | Перевальська дитячо-юнацька спортивна школа, директор                                                   |
| б/м                               | Лупашко Руслан Анатолійович            | 04.11.2010            | вища    | член Партії регіонів                    | ТОВ «Перевальський Торговий дім», заступник директора з виробництва                                     |
| б/м                               | Бурбело Сергій Сергійович              | 04.11.2010            | вища    | член Партії регіонів                    | приватний підприємець                                                                                   |
| б/м                               | Сидоренко Микола Миколайович           | 04.11.2010            | вища    | член Партії регіонів                    | пенсіонер                                                                                               |
| б/м                               | Корнієнко Олексій Володимирович        | 04.11.2010            | вища    | член Партії регіонів                    | Приватне підприємство «Зєлєноглазоє таксі», директор                                                    |
| б/м                               | Піпкін Юрій Якимович                   | 04.11.2010            | вища    | член Партії регіонів                    | приватний підприємець                                                                                   |
| б/м                               | Кодінцов Станіслав Миколайович         | 04.11.2010            | вища    | член Партії регіонів                    | приватний підприємець                                                                                   |
| б/м                               | Юдіна Ольга Вікторівна                 | 04.11.2010            | вища    | член Партії регіонів                    | Державне комунальне підприємство бюро технічної інвентаризації, головний інженер                        |
| б/м                               | Мягкий Олександр Вікторович            | 04.11.2010            | вища    | член Партії регіонів                    | тимчасово не працює                                                                                     |
| 1                                 | Яценко Андрій Миколайович              | 04.11.2010            | вища    | член Партії регіонів                    | пенсіонер                                                                                               |
| 3                                 | Цвєткова Любов Олексіївна              | 04.11.2010            | вища    | член Партії регіонів                    | Перевальська РДА, керівник апарату                                                                      |
| 4                                 | Палкін Сергій Вікторович               | 04.11.2010            | вища    | член Партії регіонів                    | Перевальська районна рада, завідувач юридичного відділу                                                 |
| 5                                 | Конєв Василь Вікторович                | 04.11.2010            | вища    | член Партії регіонів                    | Комунальна установа «Алчевський центр дозвілля населення», старший охоронець                            |
| 6                                 | Дриженко Ніна Федорівна                | 04.11.2010            | вища    | член Партії регіонів                    | ТОВ «Моноліт-Юкрейн», менеджер                                                                          |
| 7                                 | Уланова Любов Афанасіївна              | 04.11.2010            | вища    | член Партії регіонів                    | Перевальська загальноосвітня школа I-III ст. № 12, директор                                             |
| 8                                 | Попова Любов Павлівна                  | 04.11.2010            | вища    | член Партії регіонів                    | КП «Перевальський ЖКО», начальник планового виробничого відділу                                         |
| 9                                 | Черкашенко Ольга Вікторівна            | 04.11.2010            | вища    | член Партії регіонів                    | приватний підприємець                                                                                   |
| 10                                | Новикова Валентина Григорівна          | 04.11.2010            | вища    | позапартійна                            | Перевальска міська рада, секре-тар ради                                                                 |
| 11                                | Боцула Лілія Вікторівна                | 04.11.2010            | вища    | член Партії регіонів                    | Алчевськ МЦ ГУ МНС України в Луганській області ПП 24, діспетчер                                        |
| 12                                | Дуденко Олександр Петрович             | 04.11.2010            | вища    | член Партії регіонів                    | Відділення виконавчої дирекції Фонду соціального страхування від нещасних випадків, страховий експерт   |
| 13                                | Готенко Олександр Васильович           | 04.11.2010            | вища    | член Партії регіонів                    | Перевальська ЦРЛ, лікар                                                                                 |
| 14                                | Сумкін Віталій Володимирович           | 04.11.2010            | вища    | член Партії регіонів                    | Редакція газети «Народна трибуна», головний редактор                                                    |
| 15                                | Панкратова Валентина Іванівна          | 04.11.2010            | вища    | член Партії регіонів                    | Перевальська МПЗ, провід-ний інженер з охорони праці                                                    |
| 16                                | Христюк Микола Анатолійович            | 04.11.2010            | вища    | член Партії регіонів                    | Луганська філія Публічне акціонер-не товари-ство "Приватбанк, провідний спеціаліст департаменту безпеки |
| 17                                | Ластович Валерій Іванович              | 04.11.2010            | вища    | член Партії регіонів                    | Перевальській технікум ДонДТУ, викладач                                                                 |
| 18                                | Міронкін Володимир Вікторович          | 04.11.2010            | вища    | член Партії регіонів                    | пенсіонер                                                                                               |
| 19                                | Перепічай Наталія Сергіївна            | 04.11.2010            | вища    | член Партії регіонів                    | Перевальська районна організація Партія регіонів, спеціаліст                                            |
| 20                                | Шушняк Ольга Леонідівна                | 04.11.2010            | вища    | член Партії регіонів                    | Перевальська база УПЗ держпідприємства"Луганськвугілля", старший прийомоздатчик                         |
| Політична партія «Сильна Україна» |                                        |                       |         |                                         | |
| б/м                               | Катан Тетяна Миколаївна                | 04.11.2010            | вища    | член Політичної партії «Сильна Україна» | Приватне підприємство «КіД» м. Перевальськ, директор                                                    |
| б/м                               | Афоніна Валентина Павлівна             | 04.11.2010            | вища    | член Політичної партії «Сильна Україна» | пенсіонер                                                                                               |